# Višnjevec Podvrški
Višnjevec Podvrški – wieś w Chorwacji, w żupanii zagrzebskiej, w mieście Samobor. W 2011 roku liczyła 42 mieszkańców.